# Hyponic
Hyponic ist eine 1996 gegründete Death- und Funeral-Doom-Band.

## Geschichte
Hyponic wurde 1996 in Hongkong von den Musikern  Roy Chan und Yat Wah Li, gegründet. Für Auftritte und Aufnahmen zogen die beiden unterschiedliche Musiker hinzu, benennen jedoch ausschließlich sich als Bandmitglieder. Das Debütalbum Black Sun wurde 2001 im Selbstverlag veröffentlicht und von Metal-Magazinen und Websites der Region positiv aufgenommen. Anschließend veröffentlichte die Band zwei Singles, die nachkommend auf diversen Kompilationen enthalten waren.
Roy Chan beschrieb das Debüt als typischen Death Metal, der der Szene von Hongkong entsprach, da in dieser sehr wenig Eigenständigkeit herrsche und die Gruppen der Region dazu neigen den Stil bekannter Interpreten zu adaptieren. Hinzu erläuterte er, dass es die Szene in Hongkong als klein und wenig aktiv gelte. Viele Interpreten seien nur geringfügig daran Interessiert aufzutreten, Musik selbst zu entwickeln und internationale Popularität zu erlangen. Eine Diskussion mit befreundeten Musiker aus Japan animierte ihn seinen Beruf für die Musik aufzugeben und sich gänzlich auf Hyponic zu konzentrieren. Dies sei allerdings ein kulturell unüblicher Schritt in Hongkong.
Das 2. Album The Noise of Time erschien 2005 über die Label Obskure Sombre und AreaDeath Productions und wurde für Metal.de als „ein Funeral-Doom-Album von richtig guter Qualität“ sowie für Doom-Metal.com als „ein gutes, wenn auch nicht bahnbrechendes Album“ im Genre gelobt. Im Mai 2006 absolvierte die Band eine Tournee in China, die sie als erste Extreme Metal Tour des Landes bewarb. Darüber hinaus trat die Gruppe bei Festivals in Taipei und Peking auf. Im Jahr 2011, 10 Jahre nach der ersten Veröffentlichung von Black Sun, wurde das Album von Psychedelic Lotus Order als LP neu aufgelegt. Im August 2016 erschien über Weird Truth Productions 前行者 als drittes Studioalbum, die beinhaltete Texte ausschließlich in Mandarin, was Chan das Schreiben erleichterte. Das Album erfuhr in der internationalen Rezeption breites Lob. Es sei eine „großartige Ergänzung“ der „beeindruckenden Diskografie“, pulverisierend und unvergesslich, „Großartiges Material“, „eine perfekte Mischung aus Dark Ambient, Drone Doom und Depressive Black Metal, gelegentlich von einer tiefen growlenden Stimme begleitet“, einmalig, „eine fesselnde Veröffentlichung, die einem Genre, das voll lähmender Trauer ist, eine faszinierende Wendung verleiht“, „eine klare Empfehlung“ und „eine Hörverpflichtung für Death-Doom- und Funeral-Fans die sich über den Tellerrand schauen“.

## Stil
Die Gruppe entwickelte ihren Stil in einer zunehmenden Verlangsamung aus dem Death Metal in einen harschen und rohen Death bis hin zu einem als psychedelisch und experimentell wahrgenommenen Funeral Doom. Zum Vergleich wird insbesondere auf die Gruppen Evoken und Esoteric verwiesen.
Die Gruppe kombiniere auf The Noise of Time langsame Rhythmen eines schwer aber dennoch „Break-lastigem Schlagzeugspiel“  mit meist langsamen und „knarrenden Riffs und verträumt depressiv verzerrten Melodien“ getragen wird. Der Gesang wird überwiegend als unverständliches Growling präsentiert. Die als ausgesprochen „heavy“ beschriebene Musik wird mit Passagen Dark Ambient kontrastiert. Die Melodieführung trägt eine „hypnotisierende Lead-Gitarre (zumeist mit sehr wenigen, lang gezogenen Einzeltönen agierend)“. Auf 前行者 werden laut Rezensenten dieser Elemente um experimentelle und psychedelische Aspekte ergänzt. Der Gesang wird hierbei auch als Klargesang präsentiert und das zuvor ausschließlich als besonders heavy betitelte Musik wird um „einige melancholische, aber melodische Gitarrensoli und -leads“ ergänzt, während das Riffing den härteren Stil des vorherigen Albums beibehält. Hinzu nutze die Gruppe gelegentlich ein dem Black Metal entlehntes Tremolo-Riffing.

„A lurking iceberg of dissonant Doom/Death, the album’s calling card is its mixture of ambient, dissonant guitars and unusually busy drum grooves. The blend makes for a result that is at once obscure and extreme sounding, but relatively easy on the ears, considering the everpresent blankets of harsh guitar leads and the usual patience-trying strum-and-hold chords that are a basic building block of much funeral doom.“

„Ein lauernder Eisberg dissonanten Death Dooms. Visitenkarte des Albums ist die Mischung aus Ambient, dissonanten Gitarren und einem ungewöhnlich beschäftigt groovendem Schlagzeug. Diese Mischung sorgt für ein Ergebnis, das zugleich dunkel und extrem klingt, dabei allerdings relativ angenehm zu hören erscheint, wenn man Bestandteile, die Grundbaustein für viel Funeral Doom darstellen, wie die allgegenwärtigen Wände harter Gitarren-Leads und geduldige Anschlagen-und-Halten-Akkordfolgen, berücksichtigt.“

## Diskografie
- 2001: Black Sun (Album, Selbstverlag; 2011, Psychedelic Lotus Order)
- 2002: Metamorphosis (Single, Selbstverlag)
- 2004: The Philosopher (Single, Selbstverlag)
- 2005: The Noise of Time (Album, AreaDeath Productions/Obskure Sombre Records)
- 2016: 前行者 (Album, Weird Truth Productions)